# Richland (New York)
Pour les articles homonymes, voir Richland.
Richland est une ville (town) américaine, située dans l'État de New York et le Comté d'Oswego.